# エアロバス

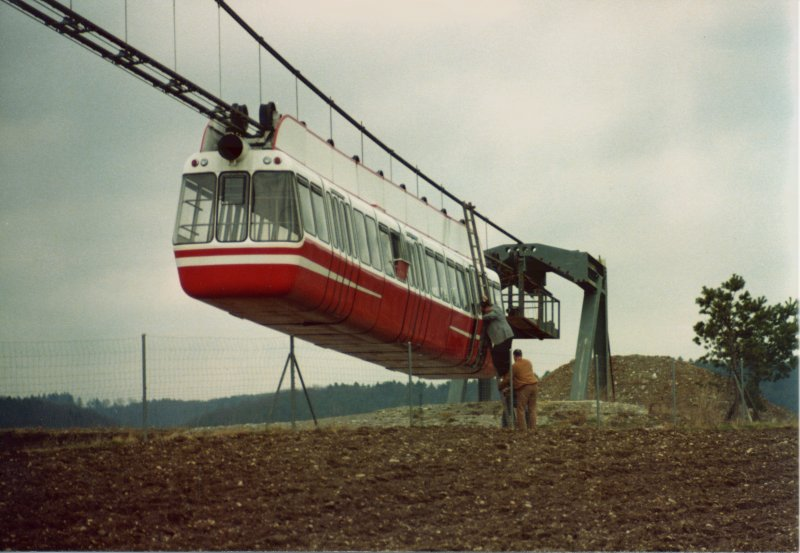
スイス・ディートリコンのエアロバス試験トラック（1974年）

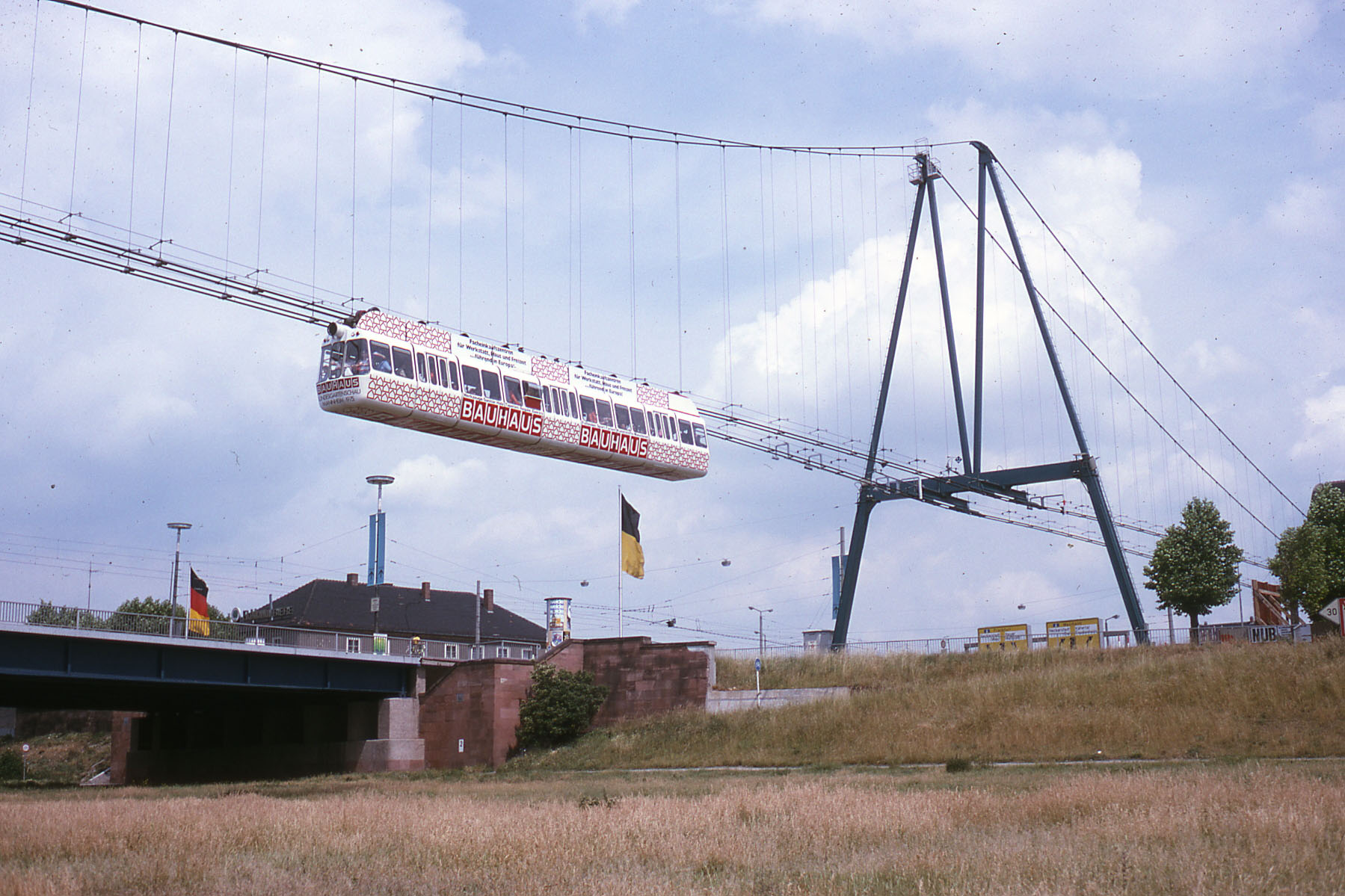
ドイツ・マンハイムのエアロバス（1975年）

エアロバス（英: Aerobus）は、頭上に吊るされたケーブルに乗って走行する自走式電動バスのような車両である。
吊り橋に似たケーブル配置によって、パイロン間で600メートルまでの長いスパンを可能としている。
エアロバス・システムは、スイス連邦にあるエリアルリフト会社GMDミューラー (GMD Mueller) のゲルハルト・ミューラー (Gerhard Mueller) によって、1960年代後半に発明された。
エアロバスへの特許は現在、アメリカ合衆国テキサス州ヒューストンのエアロバス・インターナショナル社 (Aerobus International Ltd.) が所有している。

## 設置例
- 1970年 – シュメリコン（英語版）（スイス）の最初の試験トラック。
- 1974年 – ディートリコン（英語版）（スイス）の新しい試験トラック。
- 1975年 – 試験トラックが売却され、モンサンタンヌ（英語版）（カナダ）に移設後、1992年までそこで作動し続けた。
- 1975年 – マンハイム（ドイツ）の仮設設備で、車両8両とともに6ヵ月間で220万人を輸送[4]。
- 2000年（未導入） – 重慶市（中国）では、ダウンタウン地域の揚子江および嘉陵江を、高さ300フィートまでのパイロンで横断する、3駅で延長2.6キロメートルのシステム向けに、エアロバスへの契約を授与された[5]。急速に成長している都市として、より大きくより高価な輸送機関方式を導入した代わりに、このプロジェクトはどうやらキャンセルされたらしい。
- 2007年（未導入） – 威海市（中国）では、8基のパイロンによって支持される、延長4.2キロメートルの設備建設向けに最終承認[6]。このシステムには、中央に大きな展望タワー駅があり、本土の威海市と劉公島を結ぶ予定である。同社の広報担当者によると、2009年初頭に1億ドルの威海線の建設が進行中であり、当初の完成予定が2011年となっていた[7]。しかしながら、あらゆる進捗状況の更なる報告がなかったとして、このプロジェクトはキャンセルされたか行き詰まったようである。
- 2013年（提案） - キト（エクアドル）では、2013年8月時点で同社がシステムの販売を捜し求めていることを表す報告があった[8]。
- ムラカ（マレーシア）では、計画中のマラッカ・エアロレール（英語版）にて、エアロバス技術を利用するものと想定されている。